# 1990 tại Thái Lan
Năm 1990 là năm thứ 209 của Vương quốc Rattanakosin tại Thái Lan. Đây là năm trị vì thứ 45 của Vua Bhumibol Adulyadej (Rama IX), và được coi là năm 2533 theo Phật lịch.

## Đương nhiệm
- Vua: Bhumibol Adulyadej[1]
- Vương tử: Vajiralongkorn[2]
- Thủ tướng: Chatichai Choonhavan[3]
- Tăng Thống tối cao: Nyanasamvara Suvaddhana[4]

## Sự kiện
- Ngày 16 tháng 4 - Vườn quốc gia Doi Luang, bao phủ khu vực tỉnh Chiang Rai, Lampang, và Phayao, được thành lập.
- Ngày 23 tháng 9  – Tai nạn lật thuyền tại Ubol Ratana Dam, Khon Kaen khiến 39 người thiệt mạng.
- Ngày 24 tháng 9 - Vụ nổ ga tại Băng Cốc năm 1990, Băng Cốc, Thái Lan